# Lorenzo Buffon
Lorenzo Buffon (* 19. Dezember 1929 in Majano, Friaul-Julisch Venetien) ist ein ehemaliger italienischer Fußballspieler, er spielte auf der Position des Torwarts.
Buffon gehörte in den 1950er-Jahren und Anfang der 1960er-Jahre zu den stärksten Torhütern Italiens. Er kam bei 15 Partien der italienischen Nationalelf zum Einsatz, unter anderem bei der Fußball-Weltmeisterschaft 1962 in Chile. Bekannt war er auch für seine Rivalität mit Giorgio Ghezzi, einem anderen Toptorwart dieser Zeit.

## Vereinskarriere
Buffon startete seine Karriere in jugendlichem Alter beim AC Mailand. Hier wurde er schnell zum Stammtorhüter und konnte bereits in seiner zweiten Saison 1950/51 den Scudetto gewinnen. In der Folge stand er im Tor des Grande Milan in den 1950er Jahren, in dem die drei schwedischen Ausnahmekönner Gunnar Gren, Gunnar Nordahl und Nils Liedholm zu den Leistungsträger zählten. Dieses Trio sollte in der Folge unter dem Namen Gre-No-Li Berühmtheit erlangen. Dieses Team gewann die italienische Meisterschaft in den Saisons 1954/55, 1956/57 und 1958/59. Ab der Saison 1956/57 war Buffon nicht mehr die unbestrittene Nummer 1 im Tor der Mailänder. Aufgrund von Formschwankungen kam der Ersatztorhüter Soldan fast ebenso häufig zum Einsatz wie Buffon. Zur Saison 1959/60 wechselte Buffon zu CFC Genua. Diese Saison verlief nicht erfolgreich, denn am Ende belegten die Genuesen den 18. und damit letzten Platz in der Serie A, wodurch der Verein in die Serie B abstieg. Buffon kehrte deshalb in der folgenden Saison nach Mailand zurück, diesmal zu Inter Mailand, wo er anschließend während drei Saisons das Tor hüten durfte. Zur Saison 1963/64 wechselte Buffon zum AC Florenz, wo er jedoch nur der Ersatztorwart war und nur zu einem einzigen Einsatz kam, ehe er am Ende der Saison seine Karriere beendete.

## Nationalmannschaft
Am 9. November 1958 wurde Buffon erstmals für ein Spiel der Squadra Azzurra aufgeboten, in diesem Spiel trennten sich Italien und Frankreich (mit Just Fontaine) mit einem 2:2-Unentschieden. Buffon konnte sich in der Folge als Stammtorhüter der Azzurri behaupten, zudem war er in der Folge lange Zeit der Kapitän des italienischen Nationalteams. Er hütete auch beim WM-Qualifikationsspiel am 15. Oktober 1961 gegen Israel (2:2) das Tor der italienischen Auswahl. Seine Karriere erlebte einen herben Rückschlag bei der Fußball-Weltmeisterschaft 1962 in Chile. Buffon hütete in den Gruppenspielen gegen Deutschland (0:0) und die Schweiz (3:0) das Tor und wurde am 2. Juni im „Skandal“-Spiel gegen WM-Gastgeber Chile von Carlo Mattrel vertreten. Der dritte Torhüter, Enrico Albertosi, blieb in den WM-Tagen in Südamerika ohne Einsatz. Nach der enttäuschenden WM verlor er seinen Platz in der Stammformation der Nationalelf und in der Folge kam er auch bei Inter seltener zum Einsatz.
Nationalteam Italiens:
- Debüt: 9. November 1958 Italien-Frankreich 2:2
- Abschied: 7. Juni 1962 Italien-Schweiz 3:0
- Statistik: 15 Länderspiele (WM-Spiele: 2 Spiele)

## Erfolge
- 4 × italienischer Meister mit dem AC Mailand 1950/51, 1954/55, 1956/57, 1958/59,
- 1 × italienischer Meister mit Inter Mailand 1962/63

## Privates
Die Volleyballerinnen Veronica und Guendalina Buffon sowie der Fußballtorhüter Gianluigi Buffon sind Enkel eines Cousins von Lorenzo Buffon.